# Glass (film 2019)
Glass è un film del 2019 scritto e diretto da M. Night Shyamalan.
La pellicola, sequel e crossover dei film Unbreakable - Il predestinato (2000) e Split (2016), vede nel cast il ritorno dei protagonisti delle due pellicole, James McAvoy, Anya Taylor-Joy, Bruce Willis, Samuel L. Jackson, Spencer Treat Clark e Charlayne Woodard, ai quali si unisce Sarah Paulson.

## Trama
Tre settimane dopo che Kevin Wendell Crumb si è guadagnato il soprannome di "L'Orda" il vigilante David Dunn, coadiuvato dal figlio Joseph, ormai adulto e sempre al suo fianco nella lotta alla criminalità, si mette sulle sue tracce per salvare quattro cheerleader che Crumb ha rapito. David incontra Hedwig e, dopo essersi sfiorato casualmente con lui, discerne la posizione delle cheerleader usando i suoi poteri di percezione extrasensoriale. Libera tutte e quattro le ragazze e affronta la Bestia, ma dopo un acceso scontro alla pari i due vengono catturati dalle autorità locali.
Vengono mandati in un istituto mentale in cui Elijah Price, il nemico giurato di David, noto come "L'uomo di vetro", è già detenuto da anni. La dottoressa Ellie Staple, arrivata da poco in quel centro psichiatrico, lavora con pazienti convinti di avere abilità speciali. Staple rivela che le sono stati dati tre giorni per convincere David, Kevin ed Elijah che semplicemente credono di avere i superpoteri. Ellie sa che la presunta debolezza di David è l'acqua e ha una macchina che costringe l'Orda a cambiare identità, disarmando efficacemente così la Bestia. Elijah è invece pesantemente sedato.
Joseph, la signora Price e Casey Cooke si recano tutti in momenti diversi per tentare di aiutare i loro protetti, ma falliscono. La dottoressa Staple mette i tre superumani in una stanza per una valutazione e insinua in David e nell'Orda dubbi sulle loro abilità, accusando David di avere la stessa abilità dei maghi addestrati e Dennis di copiare degli scalatori per le sue arrampicate, di essere riuscito nel piegamento delle sbarre metalliche perché fragili e di essere sopravvissuto ai colpi di fucile solo perché le cartucce erano difettose.
La valutazione attira Elijah, in realtà solo fintosi paralizzato, portandolo a fare la sua mossa. Egli irrompe nella stanza dell'Orda per prepararlo al risveglio della Bestia, rivelandogli di non essere mai stato sotto sedativi in quanto li aveva sostituiti con normali aspirine. Viene catturato e sottoposto a un intervento chirurgico, che si rivela inutile in quanto già sabotato in precedenza. Glass sfugge così alla prigionia uccidendo un inserviente, libera la Bestia e la convince a combattere contro David sulla nuova Osaka Tower, che sarà inaugurata quella sera stessa, affinché tutto il mondo possa conoscere l'Orda. Successivamente Elijah si rivolge a David. Blocca i getti d'acqua che lo minacciavano nella sua stanza, comunicandogli che per liberarsi e per salvare tutti gli innocenti a rischio nell'Osaka Tower gli basta abbattere la porta metallica. Dopo qualche tentennamento David sfonda la porta senza problemi, dimostrando come fossero falsi i dubbi dimostrati dalla dottoressa Staple. Fuori dall'ospedale Kevin e Dunn incominciano il combattimento che non rivela alcun vincitore fino all'arrivo di Staple.
Ellie ordina a quattro uomini armati di bloccare i supereroi, ma David e la Bestia li respingono facilmente. Elijah suggerisce così alla Bestia che l'acqua è il punto debole di David, ma Joseph interviene e rivela a Kevin che Elijah ha orchestrato l'incidente ferroviario che ha ucciso suo padre, lo stesso incidente ferroviario che Elijah ha causato per trovare David.
Infatti, dopo la morte del padre di Kevin, sua madre già violenta aveva incominciato a torturarlo, portando così alla creazione delle molteplici personalità di Kevin. La Bestia ringrazia Elijah per averlo creato, ma gli dice anche che il suo scopo era proteggere Kevin, quindi non può più fidarsi di lui. La Bestia ferisce così a morte Mr. Glass e poi getta David in un serbatoio d'acqua. David sopravvive distruggendo il serbatoio, ma è gravemente indebolito dall'acqua. La Bestia si ritira e promette di finirlo sulla torre. Mentre se ne va interviene Casey, che abbracciandolo costringe Kevin a prendere il controllo del suo corpo, ritornando così al suo normale stato umano.
Gli uomini di Staple sparano a Kevin e hanno la meglio anche su David, annegandolo in una buca allagata. La dottoressa lascia che David la tocchi, concedendogli, prima di morire, una visione. Ella fa parte di una società segreta che cerca di mantenere il segreto sull'esistenza degli esseri sovrumani come loro da diecimila anni. Ammette che se lo avesse convinto di essere normale lo avrebbe lasciato in pace, ma l'arrivo della Bestia aveva rovinato tutto, con il rischio di rivelare la loro esistenza al mondo intero. A Elijah, prima di morire per le sue ferite, Ellie rivela che i fumetti avevano torto sulle società di supercriminali che ostacolavano i supereroi e che in realtà esiste un gruppo umano imparziale simile agli Illuminati, vere menti dell'ostruzione sia degli eroi sia dei cattivi. Essi non possono permettere a una delle due parti di manifestarsi in quanto anche l'altra si manifesterebbe, dichiarando che non vi possono essere dei fra gli uomini. Con i tre ormai morti Staple elimina il filmato di sicurezza e riporta la sua missione come un successo, progettando già la missione successiva.
Poco dopo però Staple, ascoltando in una fumetteria una discussione tra ragazzi su supereroi, capisce il vero piano di Elijah. Egli non aveva mai progettato lo scontro sulla torre, bensì fuori dall'ospedale, avvalendosi delle molteplici telecamere della struttura, fatte installare dalla stessa Staple per monitorare ogni eventuale azione di Price; anche gli errori che Staple aveva ritenuto che Mr. Glass avesse fatto durante la sua fuga erano voluti per confonderla sul suo reale piano, che non viene mai svelato da una mente superiore. All'insaputa di Staple le telecamere attorno all'istituto mentale erano state dunque precedentemente violate da Elijah e tutti i filmati erano stati trasmessi in diretta su una rete privata. Staple capisce infine di essere la responsabile di tutto e di avere segnato la fine dell'organizzazione. Andando in un corridoio deserto lancia un urlo disperato.
Poco dopo la signora Price, Joseph e Casey ricevono tutti una copia del filmato e scelgono di renderlo pubblico, portando finalmente alla popolazione la consapevolezza dell'esistenza dei supereroi, in modo che i poteri latenti di altri esseri sovrumani in tutto il pianeta vengano allo scoperto, spingendoli a credere in loro stessi. È l'inizio di una nuova era.

## Produzione
In un'intervista per fandango.com a gennaio del 2019 il regista Shyamalan annuncia di avere usato scene tagliate del film Unbreakable - Il predestinato e averle inserite in Glass per mostrare l'evoluzione del personaggio di Elijah Price.
Il budget del film è stato di venti milioni di dollari. Il montaggio iniziale del film era lungo tre ore e mezzo (210 minuti), così Shyamalan ha tagliato la pellicola fino ad arrivare ai 128 minuti della versione finale.

## Promozione
Il 29 giugno 2018 viene diffuso il primo poster ufficiale. Il primo teaser trailer del film viene diffuso il 17 luglio 2018 mentre il trailer esteso il 20 luglio al San Diego Comic-Con International.

## Distribuzione
La pellicola è stata distribuita nelle sale cinematografiche statunitensi a partire dal 18 gennaio 2019 e in quelle italiane dal 17 gennaio.

## Accoglienza

### Incassi
Nel primo weekend di programmazione nelle sale statunitensi il film si posiziona al primo posto del botteghino incassando 40,9 milioni di dollari.
Il film ha incassato 111 milioni di dollari nel Nord America e 135,9 nel resto del mondo, per un totale di 246,9 milioni di dollari.

### Critica
Sull'aggregatore Rotten Tomatoes la pellicola riceve il 37% delle recensioni professionali positive, con un voto medio di 5,13 su 10, basato su 371 critiche, mentre su Metacritic ottiene un punteggio di 43 su 100 basato su 53 recensioni.

## Riconoscimenti
- 2019 - London Critics Circle Film Awards
  - Candidatura per la miglior giovane attrice britannica dell'anno a Anya Taylor-Joy
- 2019 - National Film & TV Awards[13]
  - Candidatura per il miglior attore a James McAvoy
- 2019 - E! People's Choice Awards[14]
  - Candidatura per il miglior film drammatico
  - Candidatura per la miglior star drammatica a Sarah Paulson
  - Candidatura per la miglior star drammatica a Samuel L. Jackson
- 2019 - Saturn Award[15]
  - Candidatura per il miglior film d'azione/di avventura